# ارا-۴۰
اِرا-۴۰ یک بازنگری مرکز اروپایی پیش‌بینی میان‌مدت وضع هوا از جو زمین و شرایط سطحی برای یک دوره ۴۵ ساله از از سپتامبر ۱۹۵۷ تا اوت ۲۰۰۲ است. این بازنگری را مرکز اروپایی پیش‌بینی میان‌مدت وضع هوا انجام داد. در این بازنگری، بسیاری از ابزارهای بررسی‌های هواشناسی استفاده شده‌اند. این ابزارهای بررسی، رادیوسوند، بالون هواشناسی، هواگرد، بویه، ماهواره هواشناسی، و پخش‌سنج را در بر می‌گیرند. این داده در مدل عددی آب‌وهوا مرکز اروپایی پیش‌بینی میان‌مدت وضع هوا با وضوح ۱۲۵ کیلومتر اجرا شد. چون مدل عددی آب‌وهوا مرکز اروپایی پیش‌بینی میان‌مدت وضع هوا یکی از مدل‌های مورد توجه در پیش‌بینی وضع هوا است، بسیاری از دانشمندان، از ویژگی‌های این بازنگری استفاده می‌کنند. داده این بازنگری با قالب جی‌آرآی‌بی (دودویی شبکه‌ای) نگهداری می‌شود. این بازنگری با آرمان بهبود دقت نقشه‌های آب‌وهوایی تاریخی و کمک به بررسی سامانه‌های آب‌وهوایی گوناگون در دوره‌ای که کمبود زیاد داده رایانه‌ای شده وجود داشت انجام شد. با داده بدست‌آمده از بازنگری مانند این، می‌توان (به خاطر دسترسی به شبیه‌سازی جوی، دست‌کم از بخشی) از ابزارهای رایانه‌ای به‌روز شده بسیار بیشتری برای بررسی سامانه‌های طوفان استفاده نمود.